# Polizeiruf 110: Die armen Kinder von Schwerin
Die armen Kinder von Schwerin ist ein deutscher Kriminalfilm von Christine Hartmann aus dem Jahr 2009. Der Fernsehfilm erschien als 302. Folge der Filmreihe Polizeiruf 110. Der Kommissar Hinrichs ermittelt in seinem 31. Fall. Für seinen Kollegen Tellheim ist es der 7. Fall. Für beide Ermittler ist es sogleich ihr letzter Fall.

## Handlung
In einer stillgelegten Fabrikhalle wird Boris Schuldzeck erhängt aufgefunden. Schnell wird den ermittelnden Kommissaren Jens Hinrichs und Markus Tellheim klar, dass hier ein Selbstmord vorgetäuscht werden soll, da weder ein Stuhl noch eine Leiter, auf die Schuldzeck aufgestiegen sein müsste, vorhanden ist. Später stellt sich bei der Obduktion heraus, dass das Opfer gewaltsam erstickt wurde.
Schuldzeck war langzeitarbeitslos und machte Geschäfte mit der osteuropäischen Buntmetall-Mafia. Dabei hatte er Handlanger wie Kurt Ratgaus, Rudi Matschke und Harry Bolten, die sich durch den Schrottdiebstahl ihr geringes Einkommen aufzubessern versuchten. Insbesondere Ratgaus’ Kinder leiden unter der Armut ihrer Familie. Der elfjährige Sohn Mika versucht seinen Eltern zu helfen und als er eines Nachts seinen Vater suchte, hatte er unbewusst die Täter gesehen. Das finden diese heraus und der Junge gerät in große Gefahr. Er wird entführt, woraufhin Kurt Ratgaus sein Schweigen bricht und bei der Polizei aussagt. Von Jan Körner, einem ehemaligen Arbeitskollegen des Opfers, wurden ihm, Matschke und Bolten die Jobs vermittelt. An jenem Abend hatte Körner ihre Abnehmer, zwei Russen, zu Boris in die Lagerhalle gebracht, weil es Probleme mit der Bezahlung gab. Als er und Bolten dazukamen, war Boris bereits tot.
In Zusammenarbeit mit Körner, Ratgaus und Bolten stellen die Ermittler den Russen eine Falle. Um Mikas Leben nicht zu gefährden, gehen sie auf die Forderung der Entführer ein, die darin besteht, dass Ratgaus und Bolten eine Ladung Buntmetall samt LKW über die Grenze bringen. Da die Polizei das Ganze heimlich überwacht, kann sie im richtigen Moment zuschlagen, Mika befreien und die beiden Täter festnehmen.
Nach Tellheims Vorstellung dürfte Mika ein Teil der Belohnung zustehen, die für die Zerschlagung der Metall-Mafia ausgesetzt wurde, da er einen wesentlichen Anteil an der Ergreifung der Täter hatte – ein kleiner Lichtblick für die armen Kinder von Schwerin.

## Hintergrund
Die armen Kinder von Schwerin wurde am 28. Juni 2009 im Ersten zur Hauptsendezeit erstmals ausgestrahlt. Gedreht wurde in Schwerin, Mecklenburg-Vorpommern.

## Kritik
Rainer Tittelbach von tittelbach.tv kommt zu dem Urteil: „Seit 15 Jahren gibt es den ‚Polizeiruf 110‘ aus Schwerin. Eine lange Zeit im schnelllebigen Fernsehgeschäft. Doch jetzt ist es vorbei. Die Qualität der Reihe gehörte bis zum bitteren Ende zum Besten und Ungewöhnlichsten, was das Krimi-Fernsehen zu bieten hat.“ Der letzte Fall „‚Die armen Kinder von Schwerin‘ ist Krimi und Sozialdrama in einem. Der Film reflektiert die Stimmungslage in der Region, zeigt den täglichen Kampf ums Überleben. Ein guter Krimi mit einer starken Fritzi Haberlandt und kleinen dramaturgischen Schwächen.“
Die Kritiker der Fernsehzeitschrift TV Spielfilm vergaben die bestmögliche Wertung (Daumen nach oben) und schrieben, „der Sozialkrimi ist nah am Leben und den Menschen“.